# Pop Gear
Pop Gear is een film van Frederic Goode uit 1965. De film laat een lange reeks Britse popartiesten zien, die elk een of twee nummers brengen. The Beatles spelen live voor een publiek; alle andere artiesten playbacken in de studio. De Britse presentator Jimmy Savile praat de optredens aan elkaar.
In de Verenigde Staten is de film uitgebracht onder de naam Go Go Mania. De film heeft ook in Nederland gedraaid.

## Optredende artiesten
- The Beatles, She Loves You
- Billy J. Kramer with The Dakotas, Little Children
- Susan Maughan, Make Him Mine
- The Four Pennies, Juliet
- The Animals, The House of the Rising Sun
- The Fourmost, A Little Loving
- The Rockin' Berries, He's in Town
- The Honeycombs, Have I the Right?
- Sounds Incorporated, Rinky Dink
- Peter & Gordon, A world without love
- Matt Monro, Walk Away
- Herman's Hermits, I'm into Something Good
- Tommy Quickly and The Remo Four, Humpty Dumpty
- Billie Davis, Watcha Gonna Do
- The Spencer Davis Group, My Babe
- The Nashville Teens, Tobacco Road
- The Rockin' Berries, What in the World's Come over You
- Matt Monro, For Mama
- The Four Pennies, Black Girl
- Sounds Incorporated, William Tell Overture[1]
- The Nashville Teens, Google Eye
- The Honeycombs, Eyes
- The Animals, Don't Let Me Be Misunderstood
- Matt Monro, Pop Gear
- The Beatles, Twist and Shout

## Noot
1. ↑  Dit is inderdaad de ouverture bij de opera Guillaume Tell van Gioacchino Rossini, in een bewerking voor twee gitaren, drie saxofoons en drums.